# Larissa (unità periferica)
L'unità periferica di Larissa (in greco Περιφερειακή ενότητα Λάρισας?) è una delle cinque unità periferiche della Tessaglia, una delle tredici periferie (in greco περιφέρειες?, perifereies - regione amministrativa) della Grecia. Il capoluogo è la città di Larissa.

## Geografia fisica
Quella di Larissa è la seconda unità periferica per estensione del paese, superata solo dalla prefettura di Etolia-Acarnania. Vi si trova la valle di Tempe e la parte nord-orientale del fiume Pineios. È la più grande unità periferica della Tessaglia, di cui occupa circa un terzo della superficie. Include inoltre il monte più alto della Grecia, il Monte Olimpo (2 917 m). Il clima è mediterraneo con estati calde e secche e inverni miti, ad eccezione dell'area delle montagne, caratterizzata da inverni freddi. La temperatura massima mai registrata è stata di 45,2 °C mentre la minima fu di -21.6 °C.
Confina con l'unità periferica di Kozani a nordovest e quella della Pieria a nordest (entrambe in Macedonia), il Mare Egeo ad est, la prefettura di Magnesia a sudest, quella della Ftiotide a sud, quella di Karditsa a sudovest e quella di Trikala ad ovest.
Le aree meridionali, settentrionali e nord-occidentali sono coperte da foreste, mentre la parte centrale, sud-occidentale, occidentale e sud-occidentale sono coperte da terre fertili chiamate Pianura della Tessaglia. Le parti brulle si trovano ad est e a nord-est, vicino al mare e all'area del Monte Olimpo. Il Lago Voivi si trova a sud-est ed è una laguna che divide la pianura di Tessaglia dalla catena montuosa del Pelion e dalla prefettura di Magnesia.

## Prefettura
La prefettura di Larissa (in greco Νομός Λάρισας?) era una delle 51 prefetture della Grecia, nella regione della Tessaglia, abolita a partire dal 1º gennaio 2011 a seguito dell'entrata in vigore della riforma amministrativa detta Programma Callicrate La riforma amministrativa ha anche modificato la struttura dei comuni che ora si presenta come descritto nella seguente tabella:
| N. (mappa) | Nuovo comune     | Vecchio comune | Sede       |
| ---------- | ---------------- | -------------- | ---------- |
| 1          | Larissa (Larisa) | Larissa        | Larissa    |
| 1          | Larissa (Larisa) | Giannouli      | Larissa    |
| 1          | Larissa (Larisa) | Koilada        | Larissa    |
| 2          | Agia             | Agia           | Agia       |
| 2          | Agia             | Evrymenes      | Agia       |
| 2          | Agia             | Lakereia       | Agia       |
| 2          | Agia             | Melivoia       | Agia       |
| 3          | Elassona         | Elassona       | Elassona   |
| 3          | Elassona         | Antichasia     | Elassona   |
| 3          | Elassona         | Verdikousa     | Elassona   |
| 3          | Elassona         | Karya          | Elassona   |
| 3          | Elassona         | Livadi         | Elassona   |
| 3          | Elassona         | Olympos        | Elassona   |
| 3          | Elassona         | Potamia        | Elassona   |
| 3          | Elassona         | Sarantaporo    | Elassona   |
| 3          | Elassona         | Tsaritsani     | Elassona   |
| 4          | Kileler          | Kileler        | Nikaia     |
| 4          | Kileler          | Armenio        | Nikaia     |
| 4          | Kileler          | Krannonas      | Nikaia     |
| 4          | Kileler          | Nikaia         | Nikaia     |
| 4          | Kileler          | Platykampos    | Nikaia     |
| 5          | Tempes           | Makrychori     | Makrychori |
| 5          | Tempes           | Ampelakia      | Makrychori |
| 5          | Tempes           | Gonnoi         | Makrychori |
| 5          | Tempes           | Kato Olympos   | Makrychori |
| 5          | Tempes           | Nessonas       | Makrychori |
| 6          | Tyrnavos         | Tyrnavos       | Tyrnavos   |
| 6          | Tyrnavos         | Ampelonas      | Tyrnavos   |
| 7          | Farsala          | Farsala        | Farsala    |
| 7          | Farsala          | Enippeas       | Farsala    |
| 7          | Farsala          | Narthaki       | Farsala    |
| 7          | Farsala          | Polydamantas   | Farsala    |

### Suddivisione amministrativa
Dal 1997, con l'attuazione della riforma Kapodistrias, la prefettura di Larissa era suddivisa in ventotto comuni e tre comunità.
| comuni       | codice YPES | capoluogo (se diverso) | codice postale | prefisso tel.  |
| ------------ | ----------- | ---------------------- | -------------- | -------------- |
| Agia         | 3301        |                        | 400 03         | 24940-2        |
| Ampelonas    | 3303        |                        | 404 00         | 24920-31       |
| Antichasia   | 3304        | Kranea                 | 400 01         | 24930-51       |
| Armenio      | 3305        |                        | 415 00         | 2410-7         |
| Elassona     | 3309        |                        | 402 00         | 24930-2        |
| Enippeas     | 3310        | Megalo Evydrio         | 403 00         | 24910-71       |
| Evrymenes    | 3311        | Stomio                 | 400 07         | 24950-91       |
| Farsala      | 3331        |                        | 403 00         | 24910-2        |
| Giannouli    | 3307        |                        | 415 00         | 2410-59        |
| Gonnoi       | 3308        |                        | 400 04         | 24950-31       |
| Kato Olympos | 3313        | Pyrgetos               | 400 07         | 24950-4        |
| Kileler      | 3314        |                        | 415 00         | 2410-73        |
| Koilada      | 3315        |                        | 415 00         | 2410-81        |
| Krannonas    | 3316        | Agioi Anargyroi        | 415 00         | 2410-75        |
| Lakereia     | 3317        | Dimitra                | 400 03         | 24940-71       |
| Larissa      | 3318        |                        | dal 410 al 414 | da 2410-2 a -6 |
| Livadi       | 3319        |                        | 400 02         | 24930-41       |
| Makrychori   | 3320        |                        | 400 06         | 24950-2        |
| Melivoia     | 3321        | Sotiritsa              | 400 03         | 24940-51       |
| Narthaki     | 3322        |                        | 403 00         | 24910-93       |
| Nessonas     | 3323        | Sykourio               | 400 06         | 24950-51       |
| Nikaia       | 3324        |                        | 415 00         | 2410-9         |
| Olympos      | 3325        | Kallithea              | 40200          | 24930-61       |
| Platykampos  | 3326        |                        | 400 09         | 2410-54 e -97  |
| Polydamantas | 3327        | Vamvakou               | 403 00         | 24910-9        |
| Potamia      | 3328        | Vlachogiannio          | 401 00         | 24920-91       |
| Sarantaporo  | 3329        |                        | 402 00         | 24930-93       |
| Tyrnavos     | 3330        |                        | 401 00         | 24920-2        |
| comunità     | codice YPES | capoluogo (se diverso) | codice postale | prefisso tel.  |
| Ampelakia    | 3302        |                        | 400 04         | 24950-93       |
| Karya        | 3312        |                        | 402 00         | 24920-91       |
| Tsaritsani   |             |                        |                |                |
| Verdikousa   | 3306        |                        | 400 05         | 24920-81       |